# Theodor Tiedje
Theodor Wilhelm Tiedje, född den 28 maj 1878 i Skrydstrup i Nordslesvig, död den 19 juni 1933 i Göteborg, var en tyskfödd svensk präst. Han var bror till Johannes Tiedje.
Efter studier i Haderslev och vid universiteten i Tübingen, Berlin och Kiel avlade Tiedje teologie kandidatexamen 1905 och teologisk ämbetsexamen 1907. Han prästvigdes i Aabenraa 1907, blev pastor diakonus i Løjt i Nordslesvig 1907, kyrkoherde i Ravsted 1910 och kyrkoherde i Tyska församlingen i Göteborg 1920 samt prost 1929. Tiedje blev inspektor för Göteborgs folkskoleseminarium 1925. Han blev ledamot av Nordstjärneorden 1930.